# Bilzekruid
Het bilzekruid (Hyoscyamus niger) is een één- of tweejarige, 0,3-0,6 m hoge plant uit de nachtschadefamilie (Solanaceae).
De stengel is kleverig. De bladeren zijn langwerpig en grof golvend getand. De onderste bladeren zijn stengelomvattend en de bovenste smal en gesteeld. De wortel is spoelvormig.
De trechtervormige bloem is vuilgeel van kleur en violet geaderd. De bloemen staan in de bladoksels. De vrucht is een circa 1,5 cm lange, klokvormige doosvrucht, die bij rijpheid openspringt. Deze wordt door de kelkbladen omvat. Het zaad is grijsbruin en tot 1 × 1,3 mm groot. De zaden verspreiden een krachtige en karakteristieke geur wanneer ze worden geplet.

## Gebruik
De gehele plant is zeer giftig. De belangrijkste gifstoffen zijn de tropane alkaloïden scopolamine, hyoscyamine, atropine. De vergiftigingsverschijnselen zijn een opgezwollen buik en hevige krampen. Hierop volgt eerst verlamming en ten slotte de dood.

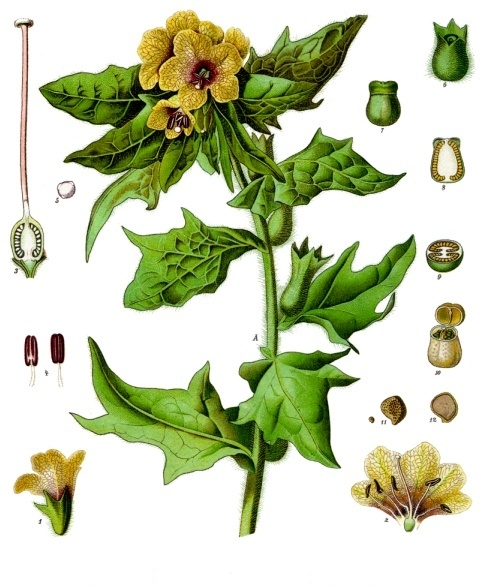
Bilzekruid

Omdat het gehalte aan werkzame stoffen sterk kan variëren en daarom onbedoeld gemakkelijk tot vergiftiging kan leiden wordt de plant tegenwoordig niet meer gebruikt voor medische toepassingen, maar nog wel in de homeopathie. De oude volksnamen dolkruid en malwillempjeskruid wijzen op de hallucinogene werking van de plant.

## Geschiedenis
In Noord-West-Europa wordt bilzekruid in archeologische contexten aangetroffen vanaf het neolithicum en meer specifiek vanaf de bandkeramische cultuur (ca. 5500-4500 v.Chr.). Hoewel moeilijk te bewijzen, wordt doorgaans aangenomen dat de psychoactieve eigenschappen van de plant werden begrepen en toegepast. In Houten is een voorraad gevonden in een hol schapenbeen uit de Romeinse tijd. Dioskorides noemde wit, geel en zwart bilzekruid, waarvan de laatste twee delirium en slaap veroorzaakten (Geneeskundige stoffen 4.69). De Naturalis historia van Plinius de Oudere vermeldt diverse medische toepassingen (verlichting van hoest, kortademigheid, jicht, tandpijn, baarmoederpijn, oorpijn, enz.), maar waarschuwt voor de gevaren. In de antieke wereld werd het kruid dan ook gebruikt voor misdadige vergiftigingen en om die reden bestudeerde koning Attalos III van Pergamon het in zijn tuin.
Bilzekruid had in de oudheid, de middeleeuwen en de vroegmoderne tijd niet alleen medicinale, maar ook magische en rituele toepassingen. Het werd gebruikt om regen op te wekken, duivels op te roepen en wild aan te trekken. Ook was het een heksenkruid en een ingrediënt van bereidingen door heksen, zoals de heksenzalf. De dichtbundel Bilzenkruid van Jac. van Hattum (1939) verwijst naar dit aspect. In de volksgeneeskunde werd deze narcotische (pijnverdovende) en hallucinaties opwekkende plant als krampoplossend middel en bij astma ingezet. De bladeren, en ook de gemakkelijker doseerbare zaden, werden voor hun roesopwekkend effect gerookt. Tot in de 17e eeuw werd bilzekruid sporadisch gebruikt als smaakstof voor bier. Door de invoering van het Reinheitsgebot werd het vervangen door hop, tenminste voor zover het Beieren betreft, want daarbuiten was dit voorschrift tot in de 20e eeuw niet van kracht.